# Contea di Elliott
La contea di Elliott in inglese Elliott County è una contea dello Stato del Kentucky, negli Stati Uniti. La popolazione al censimento del 2000 era di 6 748 abitanti. Il capoluogo di contea è Sandy Hook.